# Frillesås kyrka
Frillesås kyrka är en kyrkobyggnad som tillhör Frillesås församling i Göteborgs stift. Den ligger i Kungsbacka kommun 5 kilometer öster om tätorten Frillesås, som har en egen kyrka: Rya kyrka.

## Historia
Den medeltida kyrkan låg en kilometer väster om den nya. Marken omkring är jämnad. Kyrkans gamla grundmurar har markerats genom stensättning i marknivå. Kyrkobyggnaden var 46 alnar lång och 15 alnar bred. Ett torn uppfördes 1767 vid kyrkans västra gavel. I söder fanns ett medeltida vapenhus. Mot norr fanns sedan 1830 en sakristia. Beslut om att bygga ny kyrka fattades redan 1855, men det överklagades och ledde till flera års stridigheter. Den medeltida kyrkan raserades slutligen 1865 och de inventarier som inte återanvändes i den nya kyrkan såldes på auktion.. 

### Takmålningar
Den rivna kyrkan hade takmålningar utförda 1796 av Jacob Magnus Hultgren. Brädorna togs vid rivningen om hand av församlingsbor, som återanvände dem som byggnadsmaterial. En del brädor har samlats in och bevaras nu av Frillesås hembygdsförening.

## Nuvarande kyrkobyggnad
Dagens kyrka uppfördes 1864–1866 av byggmästare från Sandhults socken efter ritningar av Albert Törnqvist vid Överintendentsämbetet och ersatte den medeltida. Invigningen ägde rum först den 31 maj 1874. Kyrkan ligger på en utskjutande kulle i Frillesåsdalen invid Löftaån. Byggnaden är uppförd av vitputsad gråsten i nyromansk stil och har inslag av italiensk renässansarkitektur. Den består av ett rektangulärt långhus med ett 35 meter högt kyrktorn i väster. Vid långhusets östra sida finns en polygonal utbyggnad där sakristian är inrymd. Fönsteröppningarna är rundbågiga och parvis kopplade. Portalerna är flersprångiga. Sakristian skiljs av från koret och övriga kyrkorummet med ett skrank.

## Inventarier
- Dopfunten av täljsten är unik i sitt slag i Halland och tillverkad efter 1250. Endast två delar med en sammanlagd höjd av 83 cm är bevarade. Cuppan är cylindrisk och har skrånande undersida som avslutas med en repstav. På livet finns arkader i platthuggen teknik. Skaftet är cylindriskt och mycket vittrat. Uttömningshål saknas.[3] Den står på en nytillverkad fot av granit i korets södra del.
- Predikstolen med baldakin och altaruppsatsen är från 1866 och ritades av kyrkans arkitekt. De är byggda av Johannes Johansson i Mjöbäck.
- Altartavlan från 1871 är målad av Carl Gustaf Holmgren och föreställer Kristi himmelsfärd.
- Altarets krucifix är en donation tillverkad i Oberammergau.
- Orgelverket är byggt av Tostareds Kyrkorgelfabrik.

### Klockor
- Storklockan är från 1400-talet och utan inskription.
- Lillklockan var ursprungligen gjuten 1749 men göts om 1906.

## Bilder

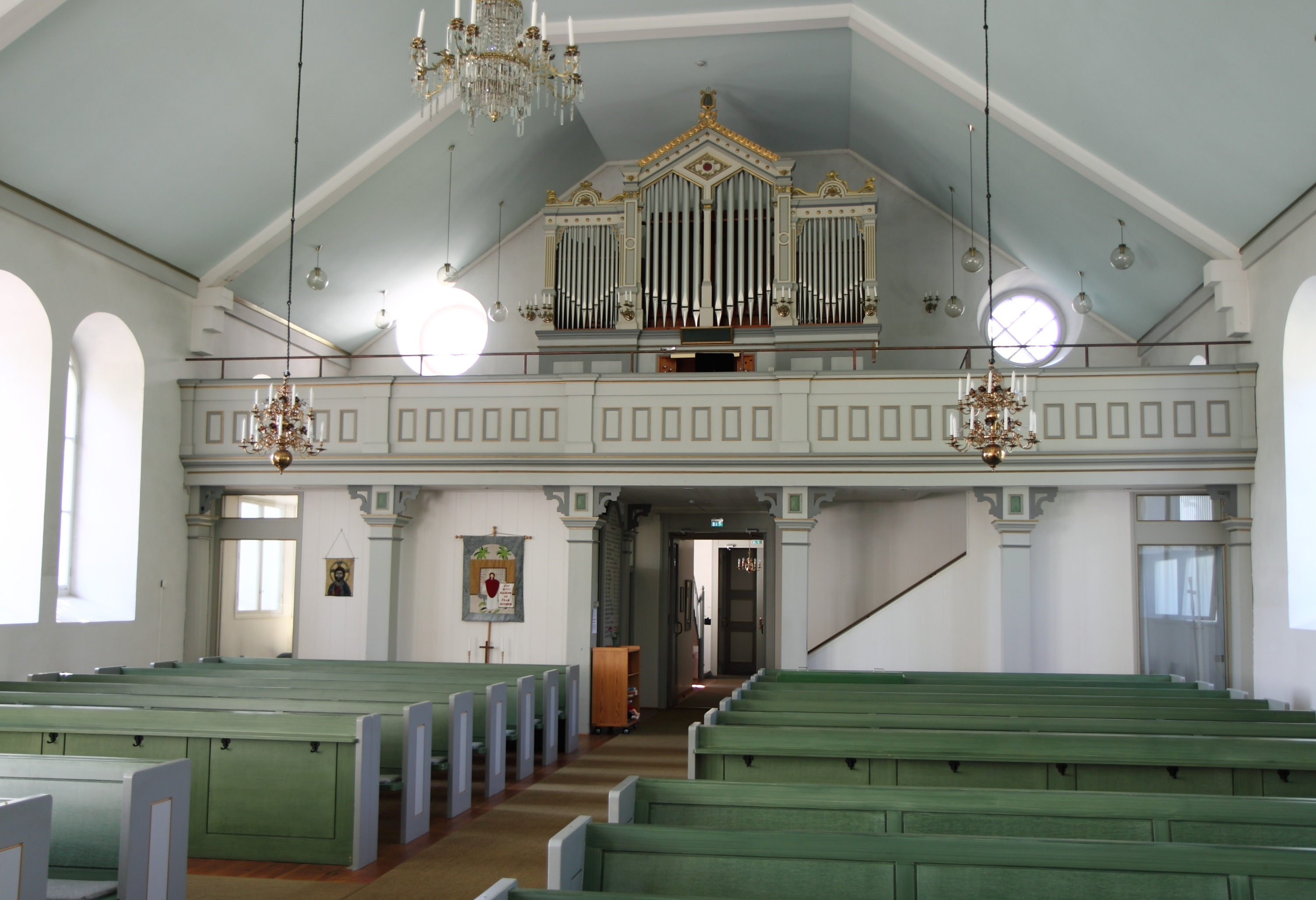
Interiör mot orgelläktaren
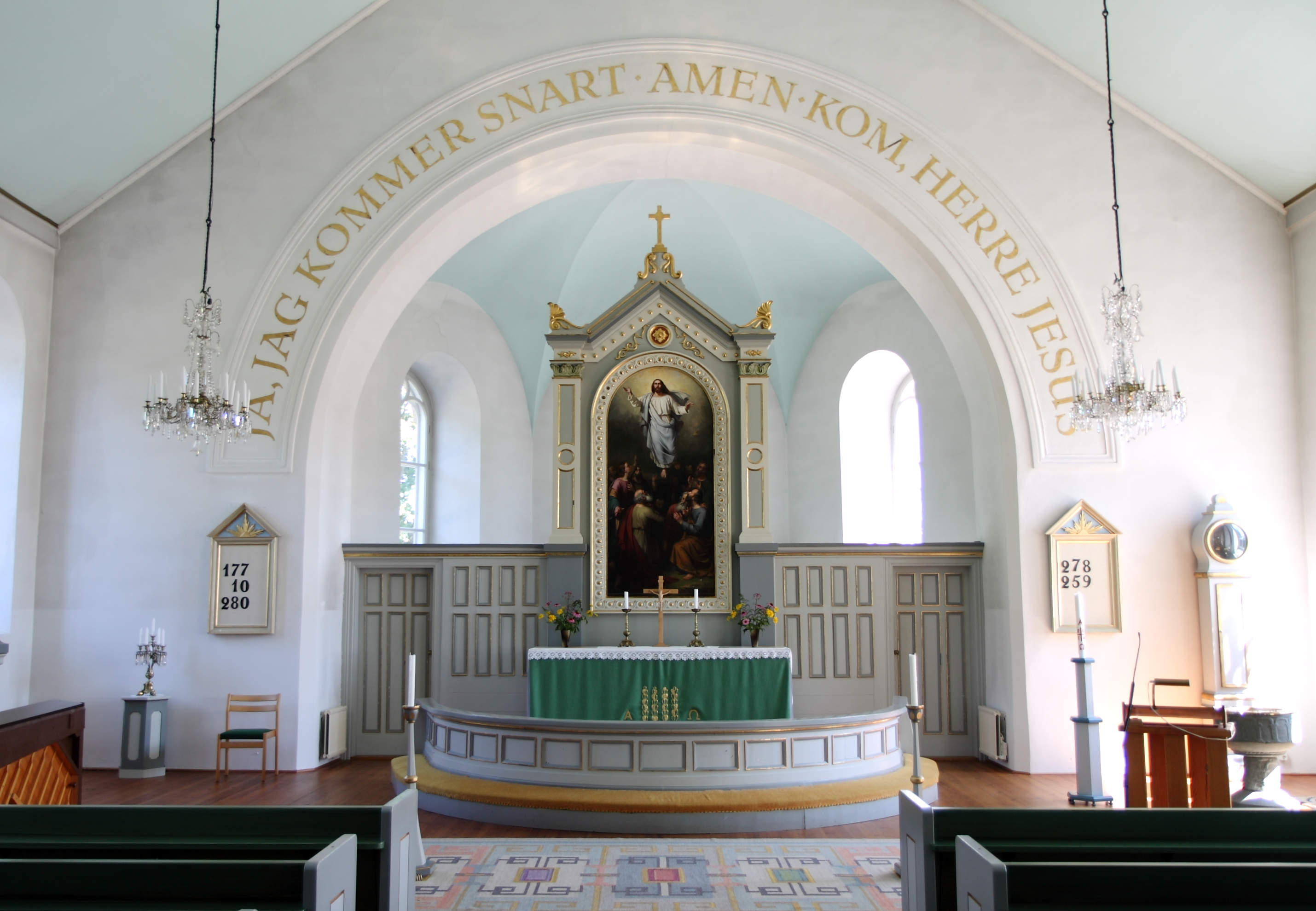
Koret
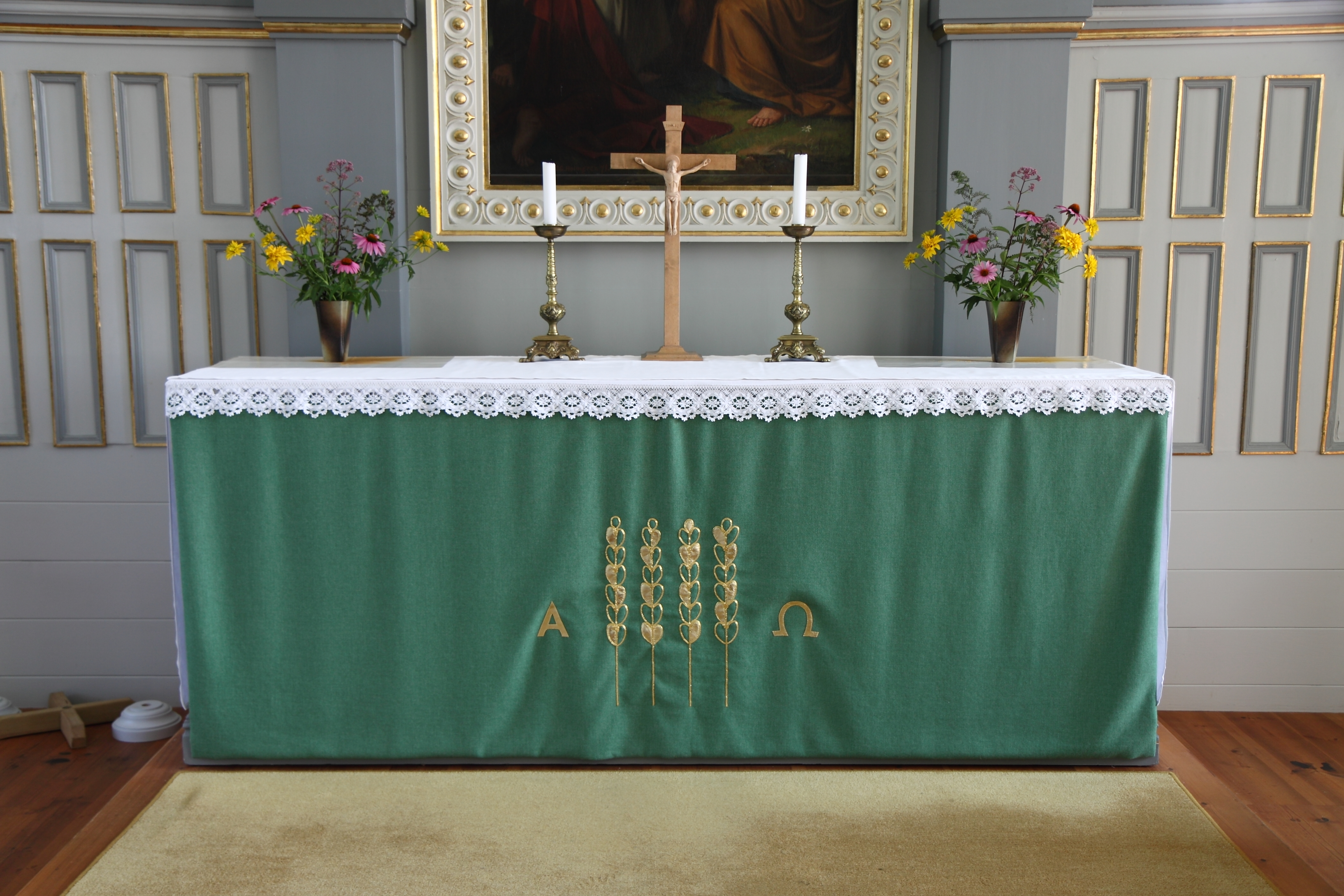
Altaret
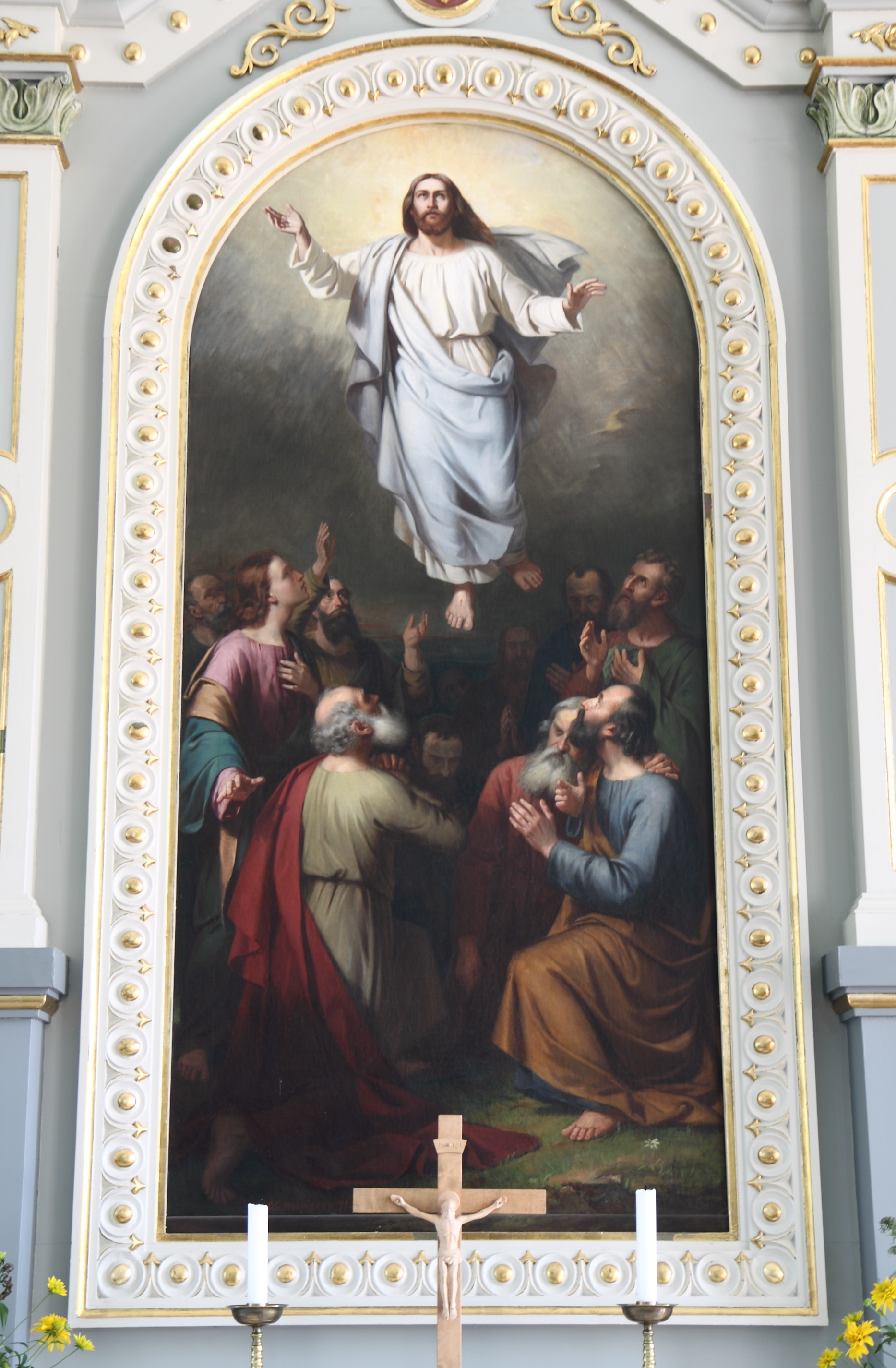
Altartavlan
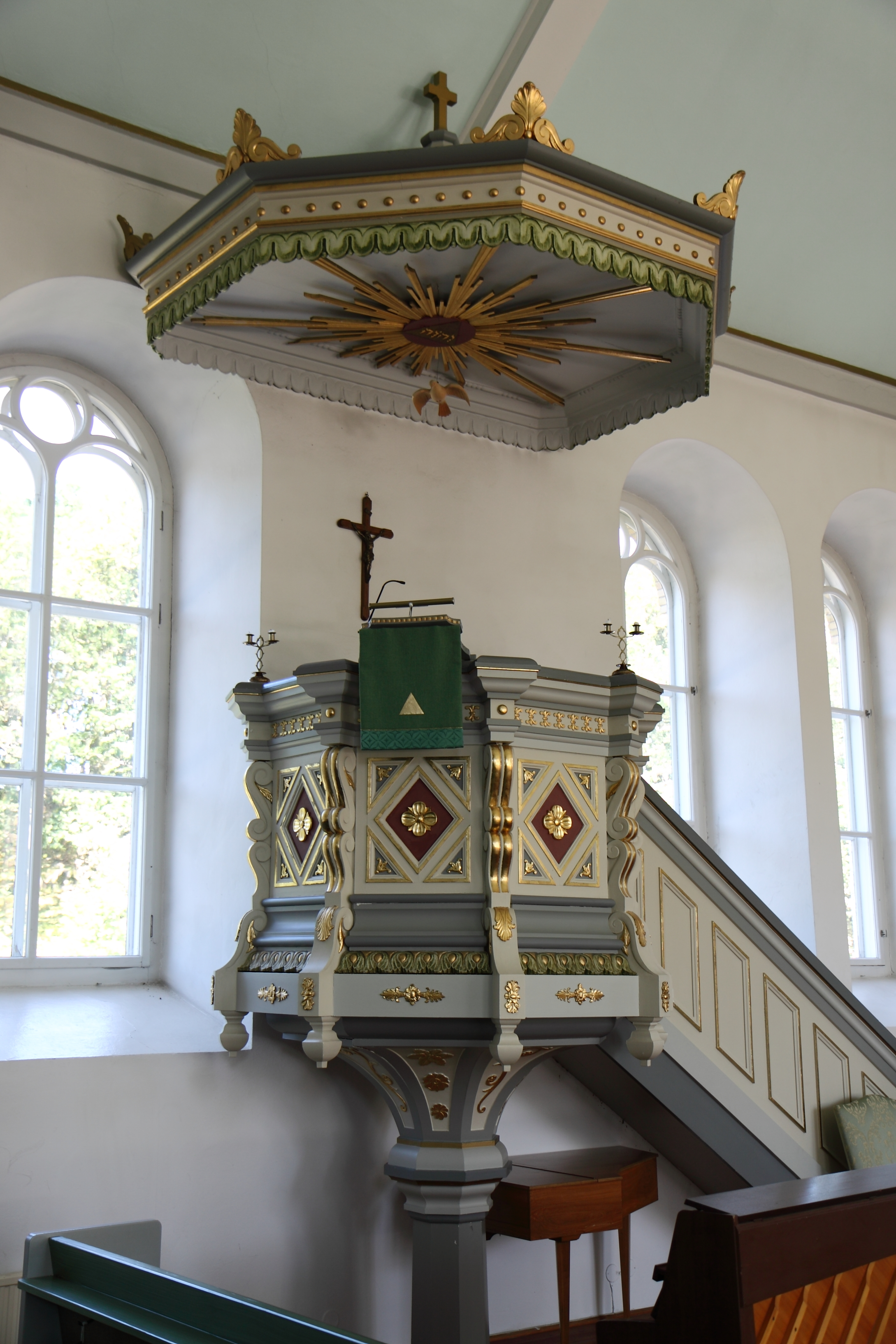
Predikstolen
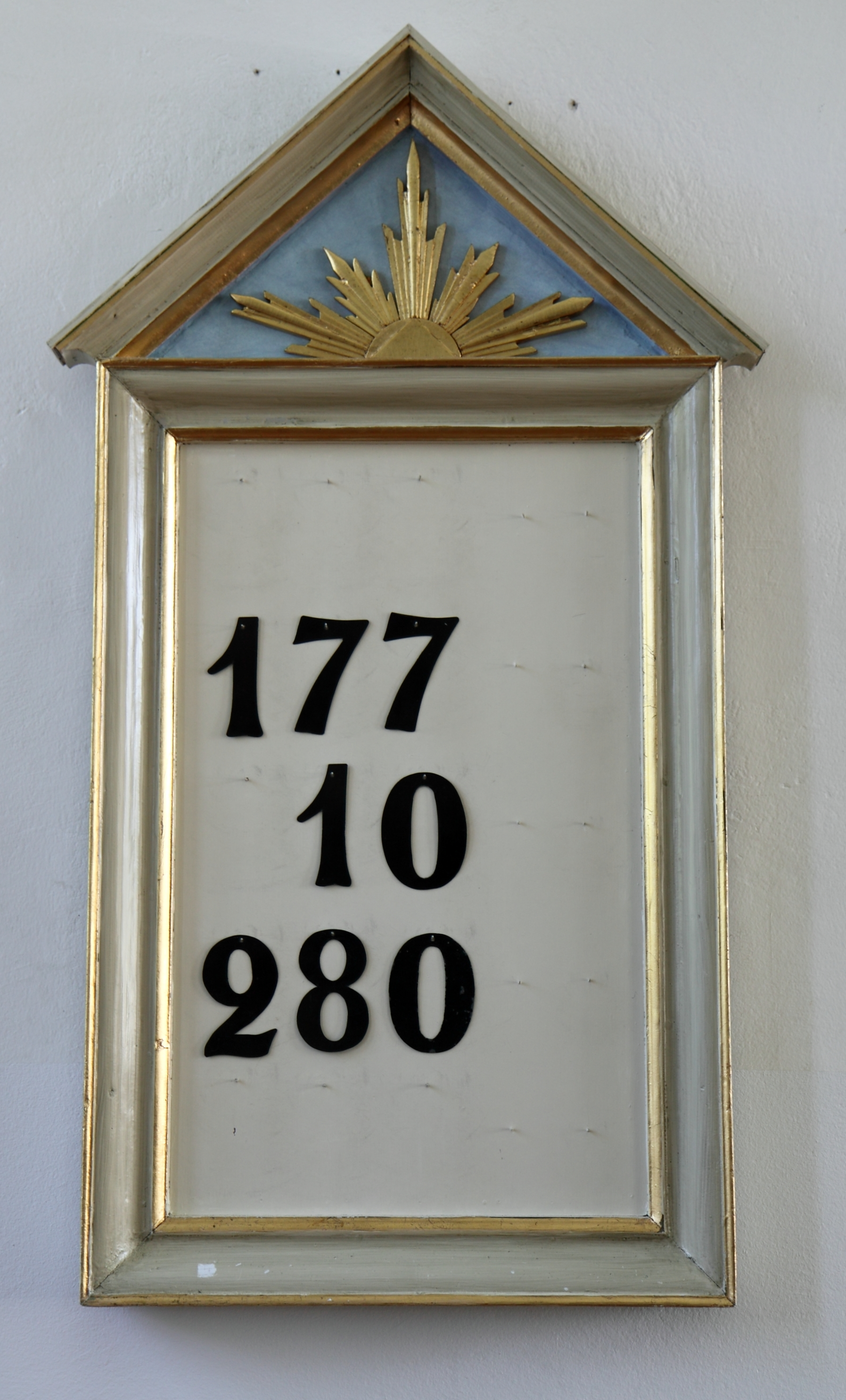
Psalmtavla
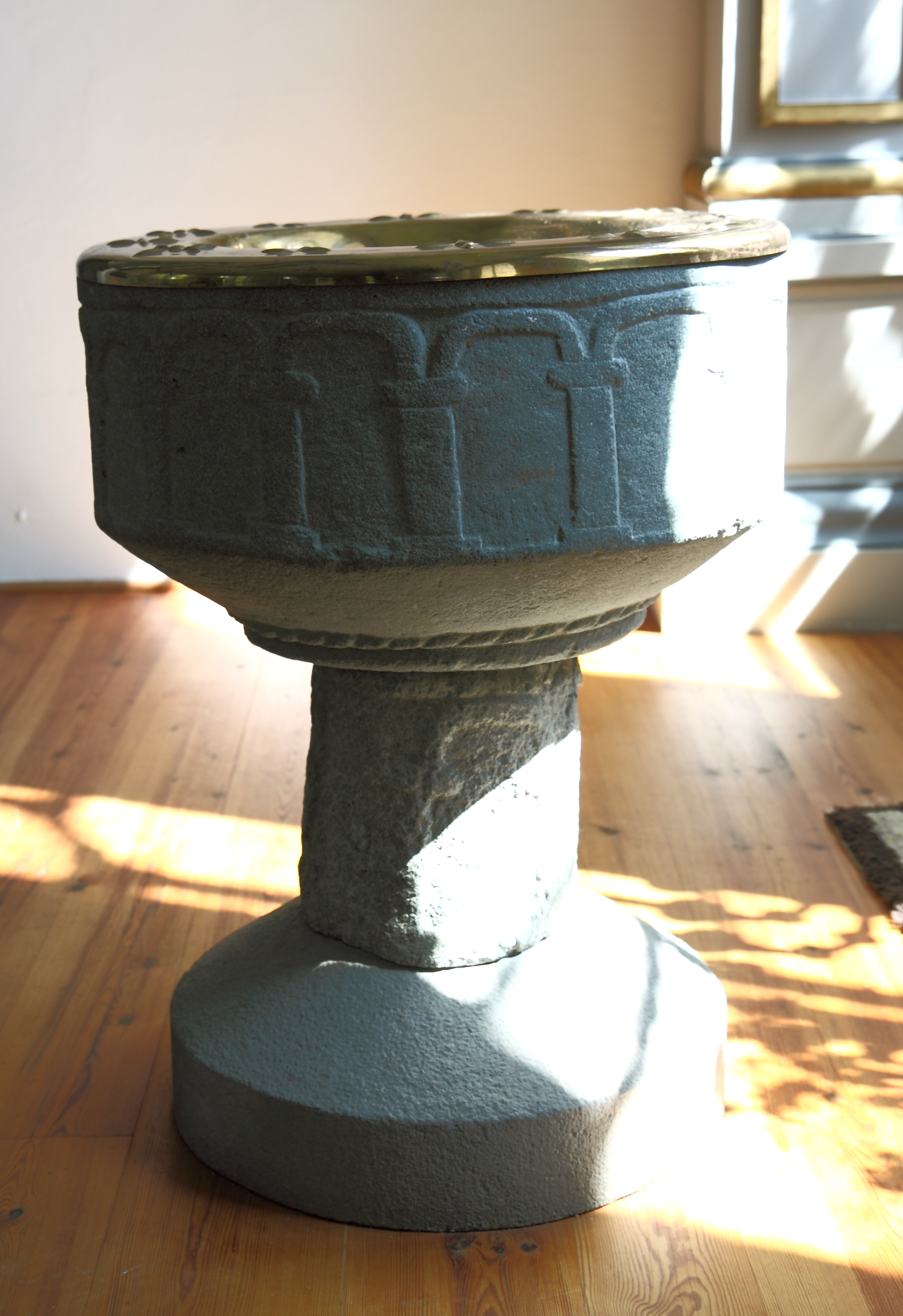
Dopfunten
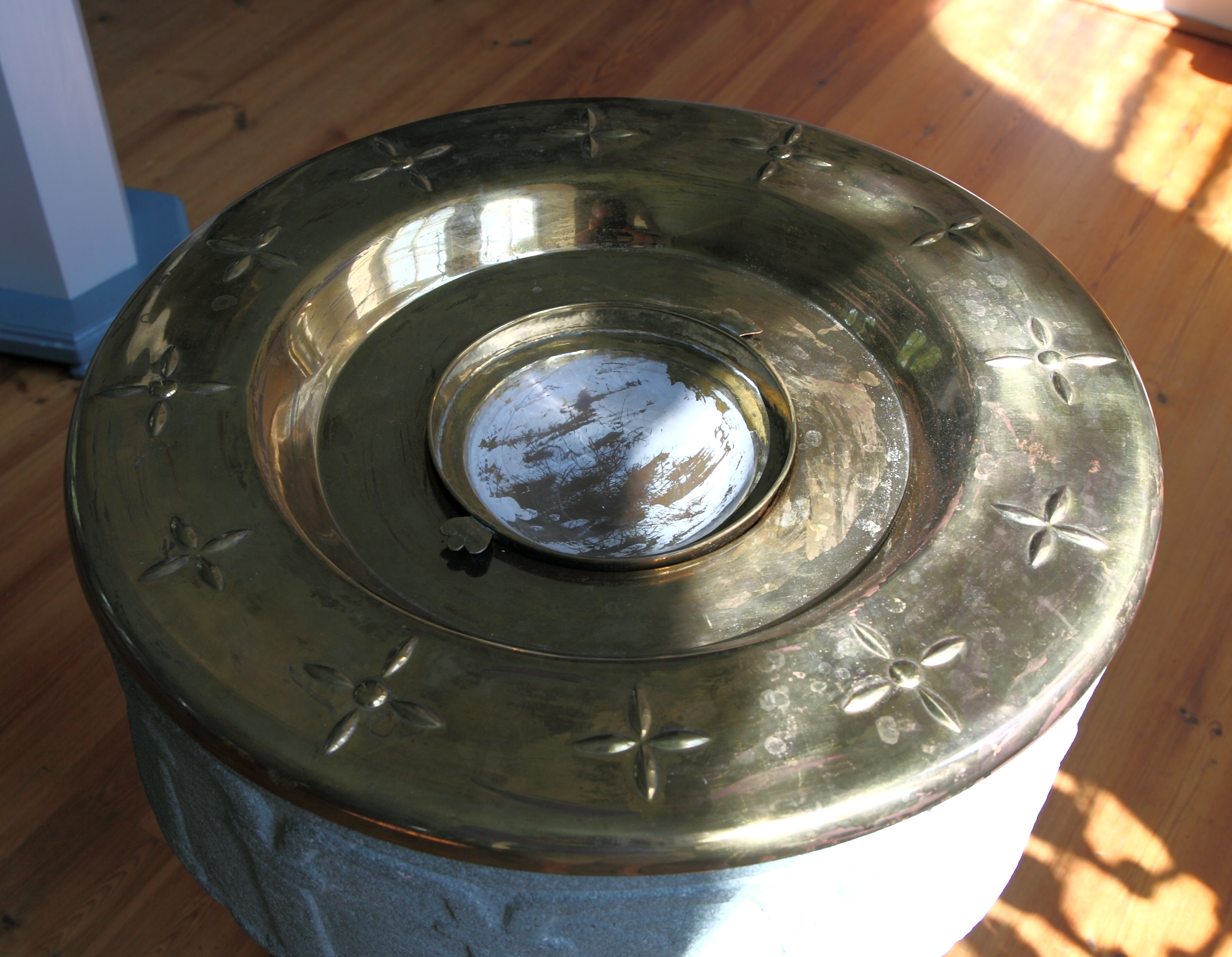
Dopfatet
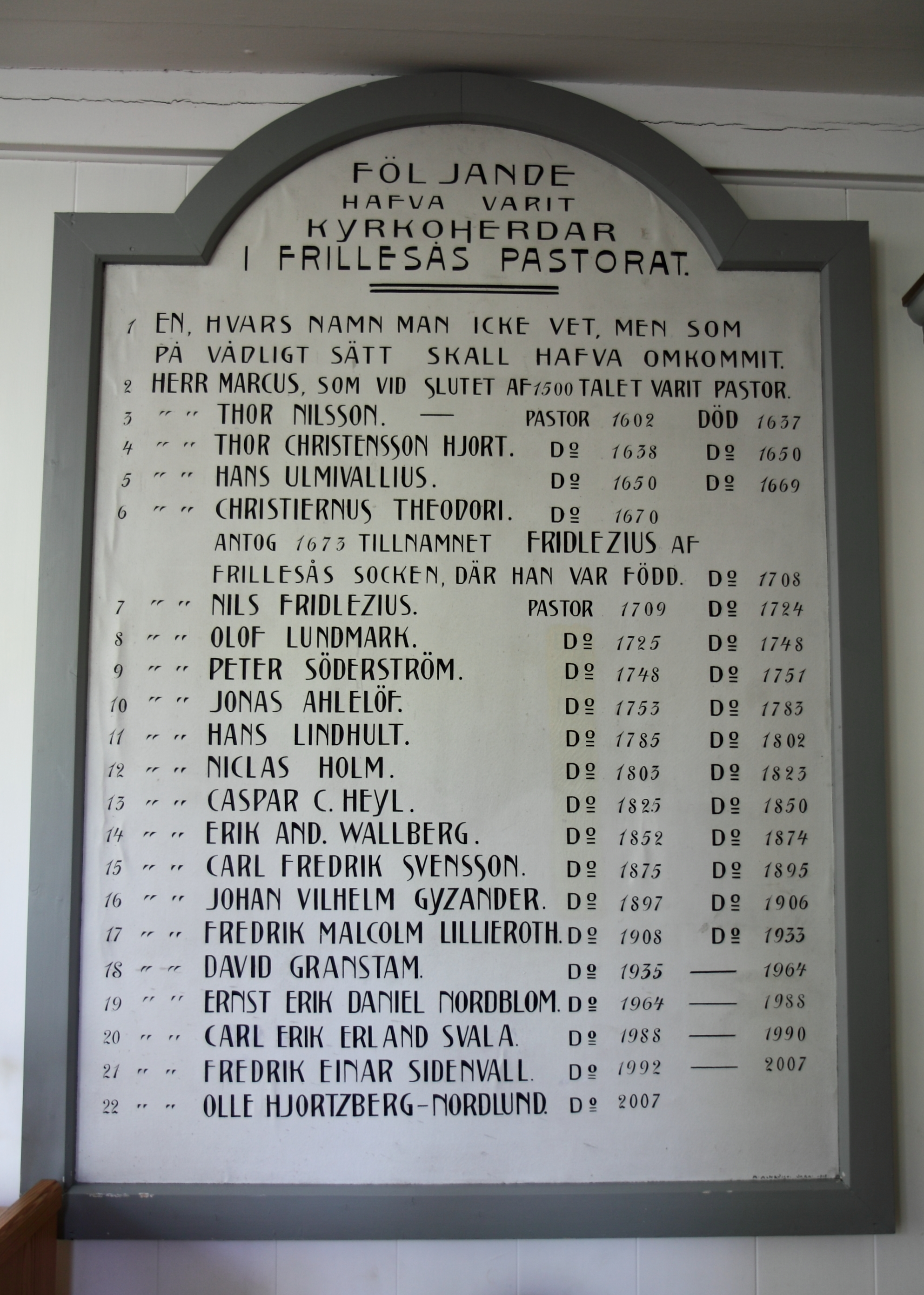
Series pastorum
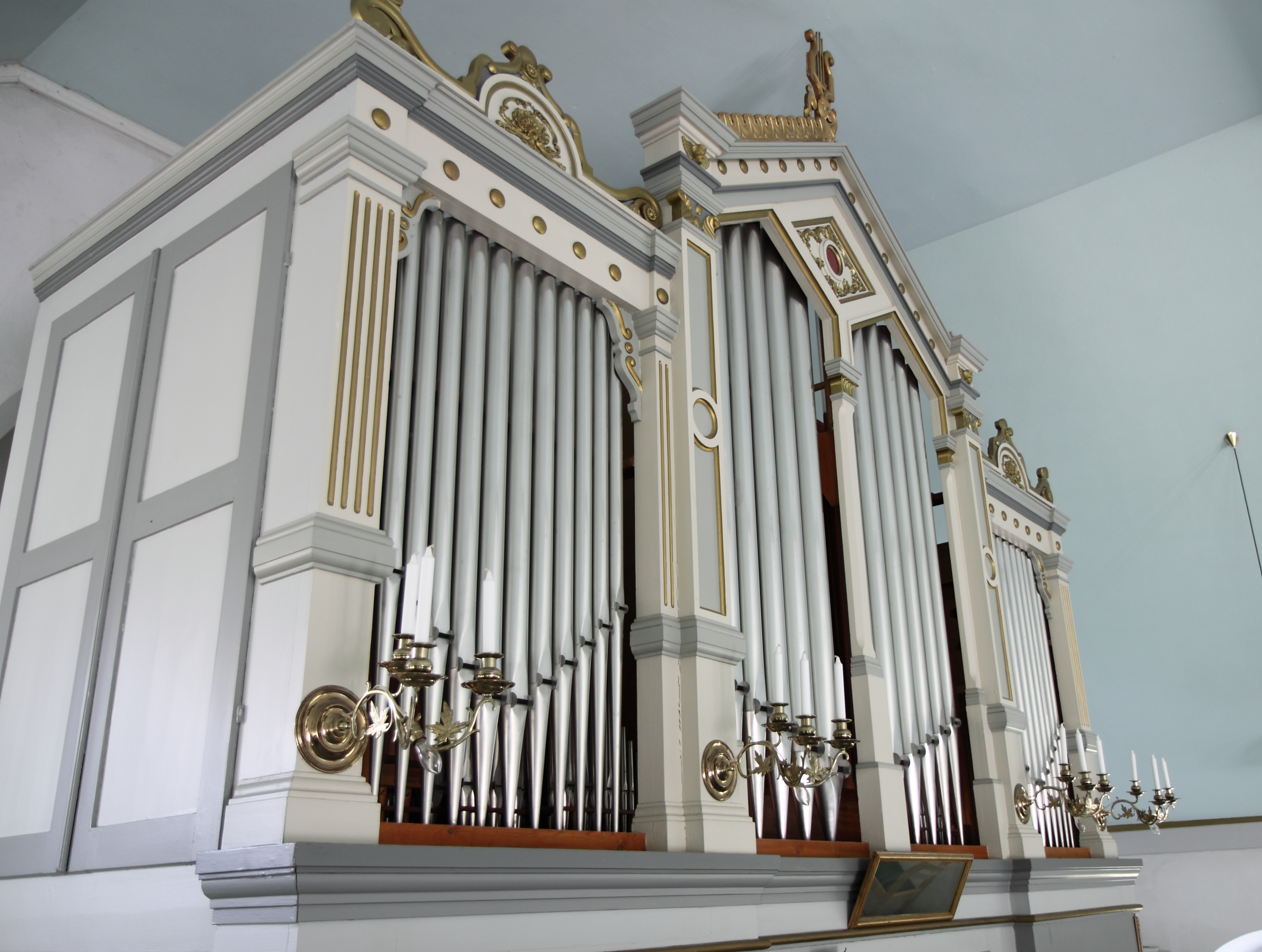
Orgelfasaden
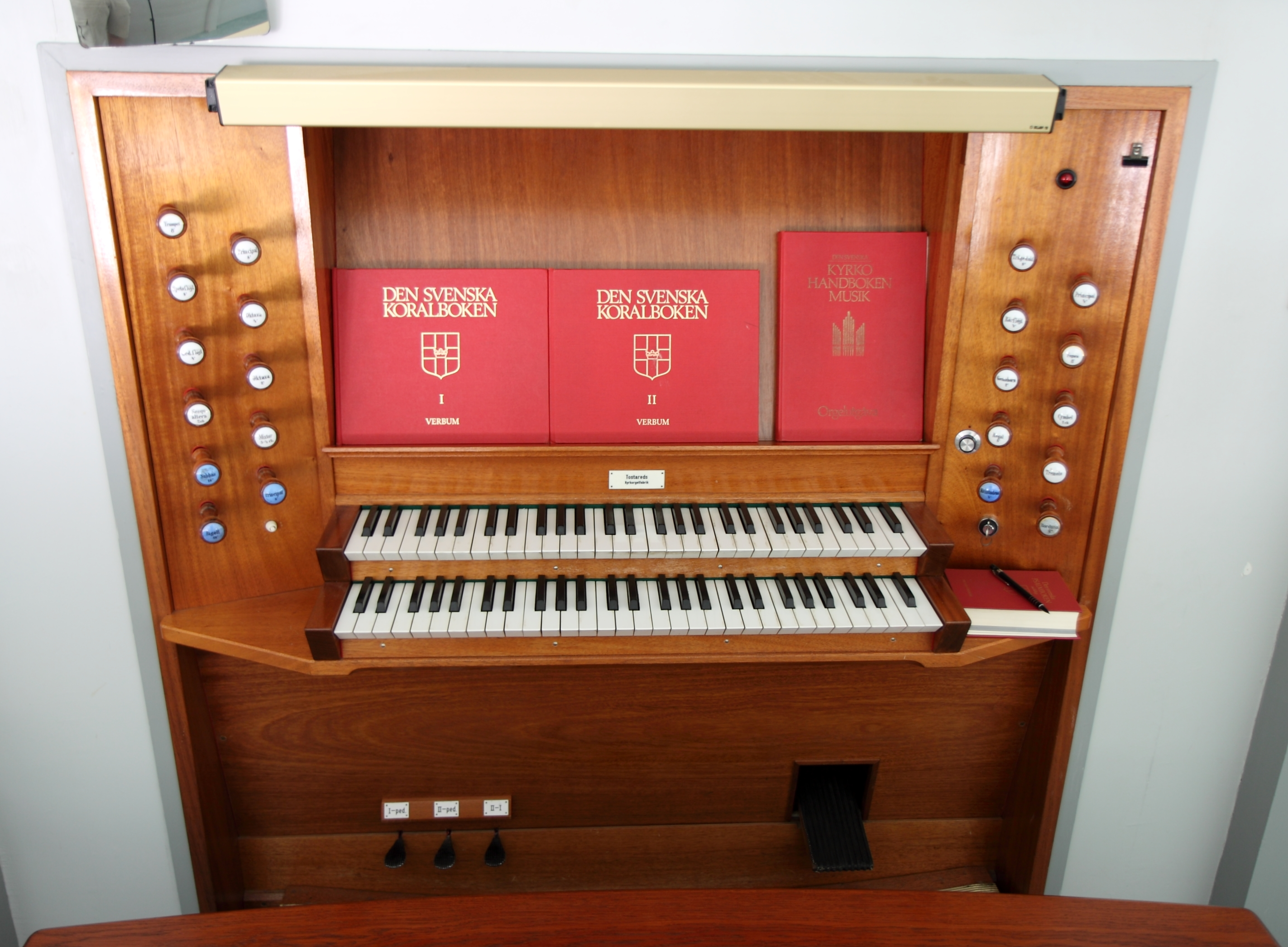
Orgeln
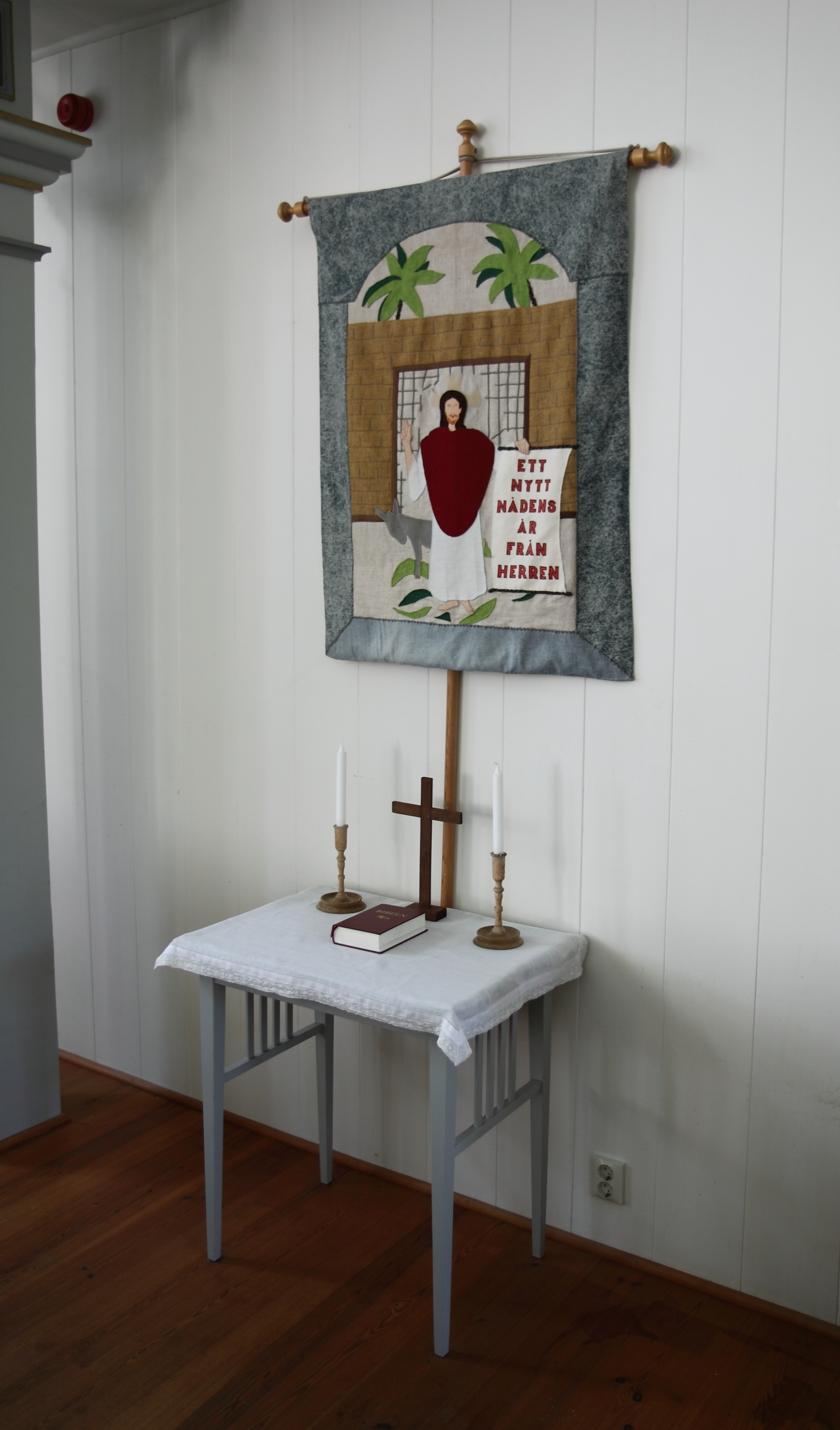
Mindre altare